# Tintina
Tintina è una città dell'Argentina, appartenente alla provincia di Santiago del Estero, situata nel nord-ovest della provincia.